# Capela de Nossa Senhora do Carmo (Murfacém)
Die Capela de Nossa Senhora do Carmo ist eine katholische Kapelle in Murfacém (Kreis Almada, Portugal).
Sie wurde im Stil des Klassizismus errichtet und befindet sich in einem ehemaligen Karmeliterkloster, das zu einem Wohnhaus umgebaut wurde. Sie ist geschmückt mit Azulejos im Pombalinischen Stil. Zur Ausstattung gehören drei Bilder aus dem 18. Jahrhundert.